# Lista występów Gregory’ego Pecka

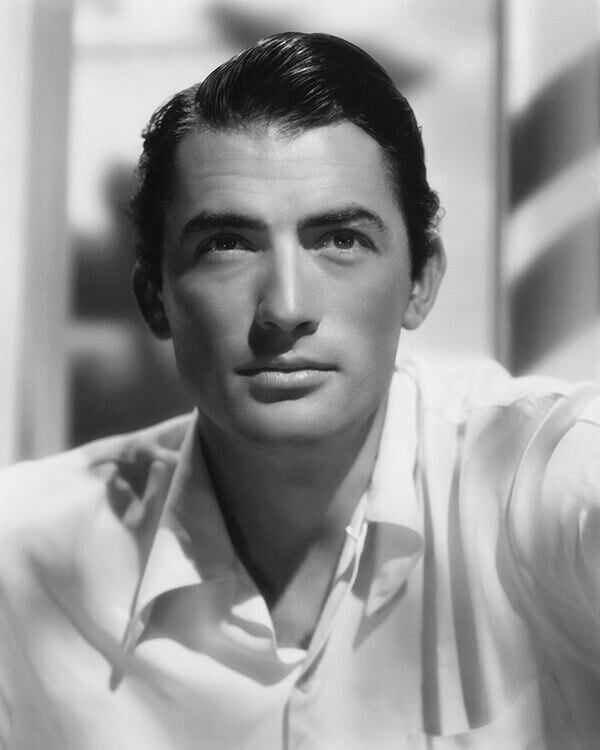
Gregory Peck (1947)

Gregory Peck (1916–2003) w trwającej 62 lata karierze występował w filmach, radiu, telewizji i na scenie. Zagrał w 53 produkcjach fabularnych. Był pięciokrotnie nominowany do nagrody Akademii Filmowej i sześć razy do Złotego Globu, z czego zdobył jednego Oscara i trzy nagrody Hollywoodzkiego Stowarzyszenia Prasy Zagranicznej. Uznawany jest przez biografów i historyków za jedną z największych i najwybitniejszych gwiazd filmowych w historii amerykańskiego kina i „Złotej Ery Hollywood”.
Karierę rozpoczął w 1938, występując na zarządzanej przez Little Theater scenie uniwersyteckiej w Berkeley w Kalifornii, a na srebrnym ekranie zadebiutował w 1944, kreacją Vladimira w propagandowym dramacie wojennym Dni chwały (reż. Jacques Tourneur) u boku Tamary Toumanovej. Jego drugi film, dramat Klucze królestwa (1944, reż. John Stahl) – po premierze którego został okrzyknięty w prasie „najbardziej interesującym nowym aktorem w Hollywood” i otrzymał pierwszą nominację do nagrody Akademii Filmowej dla najlepszego aktora pierwszoplanowego – zapoczątkował karierę Pecka; od tego czasu występował w wielu kasowych i przebojowych produkcjach, m.in. w melodramacie Dolina decyzji (1945, reż. Tay Garnett), partnerując Greer Garson, psychologicznym dreszczowcu noir Urzeczona (1945, reż. Alfred Hitchcock) z Ingrid Bergman, familijnym filmie Roczniak (1946, reż. Clarence Brown),  w którym partnerowali mu Jane Wyman i Claude Jarman Jr. – za rolę Ezry „Penny’ego” Baxtera uzyskał drugą nominację do nagrody Akademii Filmowej dla najlepszego aktora oraz zdobył pierwszy Złoty Glob dla najlepszego aktora w filmie dramatycznym – w westernie Pojedynek w słońcu (1946, reż. King Vidor) razem z Jennifer Jones i Josephem Cottenem, dramacie społecznym Dżentelmeńska umowa (1947, reż. Elia Kazan) z Dorothy McGuire i Johnem Garfieldem w obsadzie – kreacja mierzącego się ze zjawiskiem antysemityzmu w korporacyjnej Ameryce dziennikarza Philipa Schuylera Greena przyniosła mu trzecią w karierze nominację do nagrody Akademii Filmowej dla najlepszego aktora pierwszoplanowego – i w dramacie wojennym Z jasnego nieba (1949, reż. Henry King). Rolą generała brygady Franka Savage’a uzyskał swoją czwartą nominację do nagrody Akademii Filmowej za najlepszą pierwszoplanową kreację.
W latach 50. status Pecka, jako jednego z bardziej rozpoznawalnych aktorów Hollywood, ugruntowały kreacje w takich produkcjach, jak western Jim Ringo (1950, reż. Henry King) z Helen Westcott, historyczno-religijny Dawid i Betszeba (1951, reż. Henry King) z partnerującą mu Susan Hayward, przygodowo-kostiumowy film wojenny Kapitan Hornblower (1951, reż. Raoul Walsh) z Virginią Mayo, komedia romantyczna Rzymskie wakacje (1953, reż. William Wyler) w duecie z Audrey Hepburn, western Biały Kanion (1958, reż. William Wyler) z Jean Simmons, Carroll Baker, Charltonem Hestonem i Burlem Ivesem w obsadzie oraz postapokaliptyczny dramat science-fiction Ostatni brzeg (1959, reż. Stanley Kramer), w którym partnerowali mu Ava Gardner, Fred Astaire i Anthony Perkins.
Do jego ważniejszych produkcji z lat 60. i 70. należą m.in. wojenny obraz Działa Navarony (1961, reż. J. Lee Thompson) – w filmie partnerowali mu David Niven, Anthony Quinn, Stanley Baker, Anthony Quayle, Irini Papas, Gia Scala i James Darren, dramat obyczajowy Zabić drozda (1962, reż. Robert Mulligan), gdzie wykreował prawnika Atticusa Fincha, postać, z którą jest najczęściej utożsamiany i za sportretowanie której otrzymał m.in. nagrodę Akademii Filmowej dla najlepszego aktora pierwszoplanowego i Złoty Glob dla najlepszego aktora w filmie dramatycznym, oraz horror Omen (1976, reż. Richard Donner) razem z Lee Remick i Harveyem Spencerem Stephensem. Za role w biograficznym dramacie wojennym Generał MacArthur (1977, reż. Franklin J. Schaffner) i dreszczowcu science-fiction Chłopcy z Brazylii (1978, reż. Franklin J. Schaffner) uzyskiwał nominacje do Złotego Globu dla najlepszego aktora w filmie dramatycznym.
W 1947 i 1952 był klasyfikowany w pierwszej dziesiątce najbardziej dochodowych amerykańskich aktorów. Czternaście filmów z jego udziałem było zestawianych w pierwszej dziesiątce podsumowań roku w amerykańskim box offisie, z czego trzy, Dawid i Betszeba, Działa Navarony oraz Jak zdobywano Dziki Zachód (1962), osiągały najwyższą lokatę. Dwadzieścia pięć filmów, w których wziął udział, było nominowanych przynajmniej do jednego Oscara, a dwanaście z nich zdobyło co najmniej jedną statuetkę. Dwadzieścia sześć produkcji z jego udziałem, po uwzględnieniu inflacji, przekroczyło sumę 100 milionów dolarów dochodu z biletów na rynku krajowym.

## Filmografia

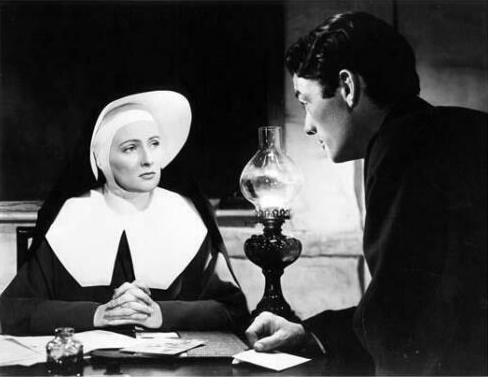
Rose Stradner i Peck w filmie Klucze królestwa (1944)

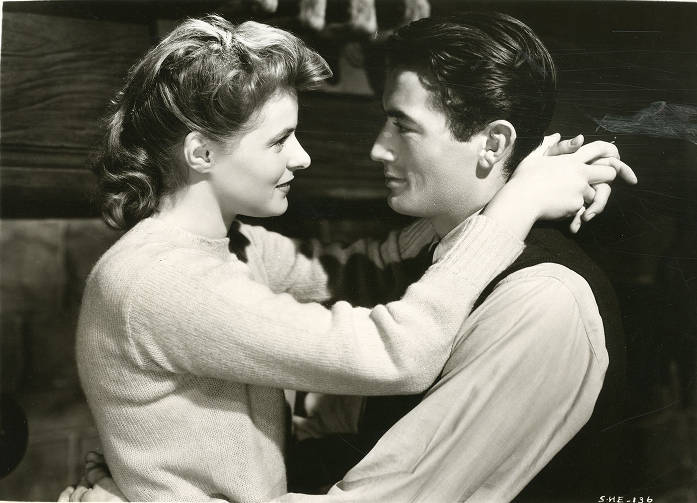
Ingrid Bergman i Peck w filmie Urzeczona (1945)

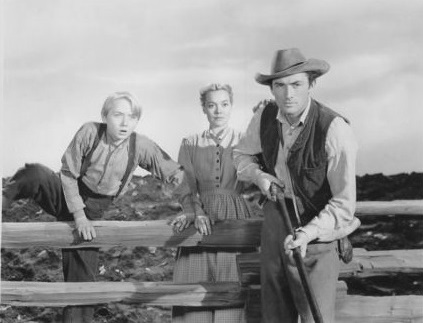
Claude Jarman Jr., Jane Wyman i Peck w filmie Roczniak (1946)

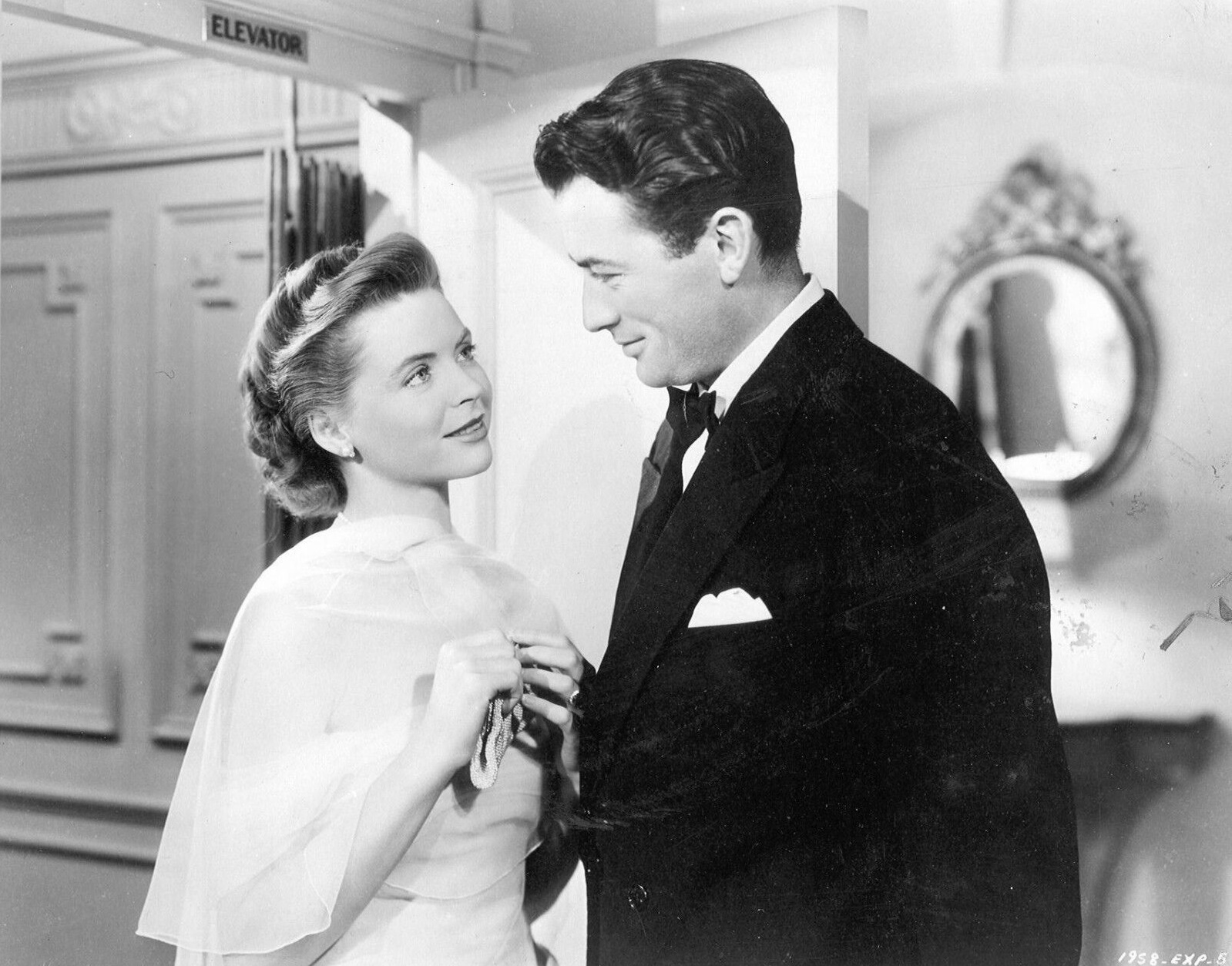
Dorothy McGuire i Peck w filmie Dżentelmeńska umowa (1947)

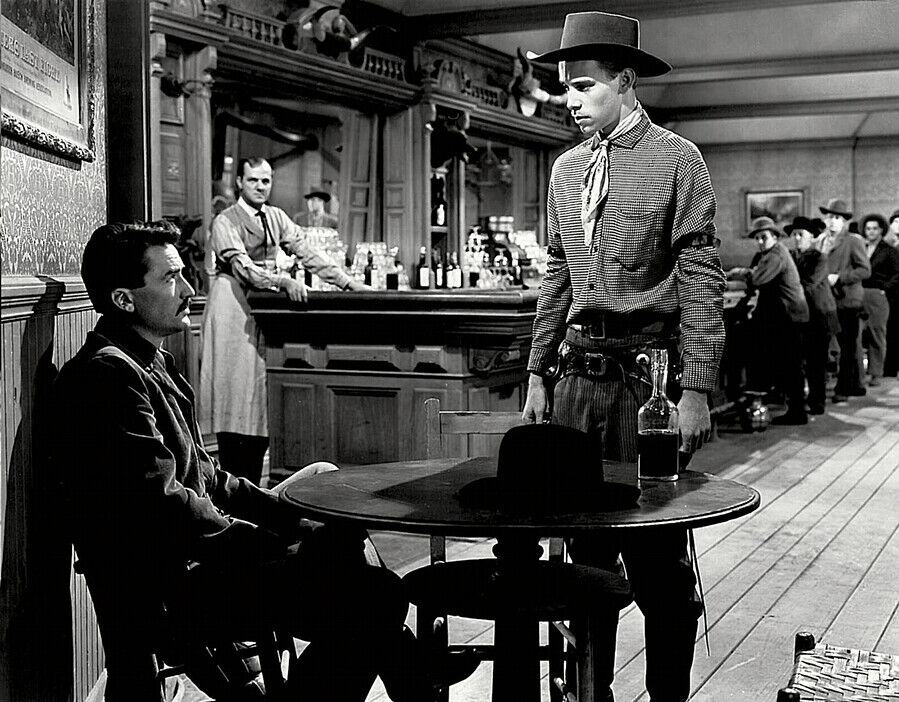
Peck, Karl Malden i Skip Homeier w filmie Jim Ringo (1950)

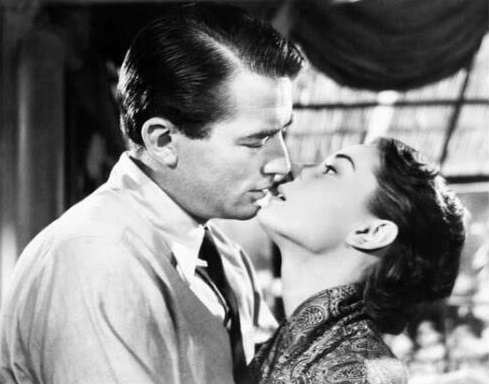
Peck i Audrey Hepburn w filmie Rzymskie wakacje (1953)

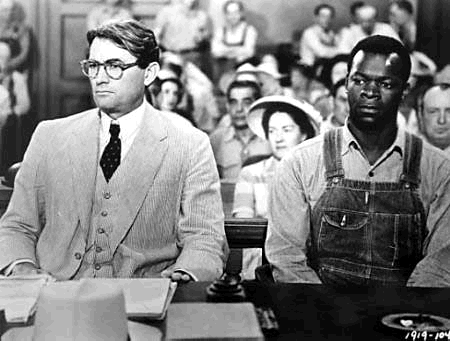
Peck jako Atticus Finch i Brock Peters w filmie Zabić drozda (1962)

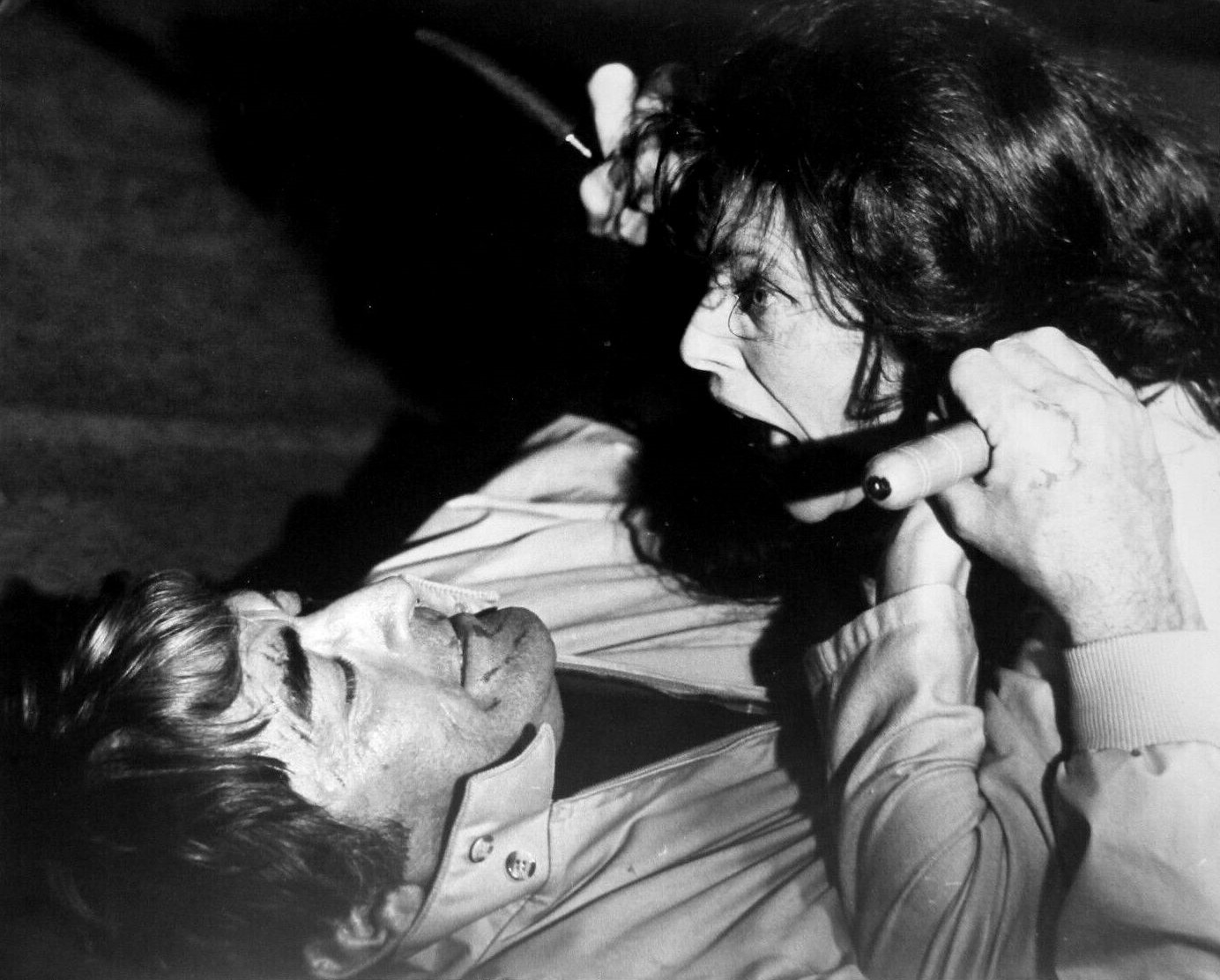
Peck i Billie Whitelaw w filmie Omen (1976)

| Rok  | Tytuł                                                | Rola                                      | Tytuł oryg. / uwagi | Źr      |
| ---- | ---------------------------------------------------- | ----------------------------------------- | --- | ------- |
| 1944 | Dni chwały                                           | Vladimir                                  | Days of Glory | [ 33 ]  |
| 1944 | Klucze królestwa                                     | ksiądz Francis Chisholm                   | The Keys of the Kingdom | [ 34 ]  |
| 1945 | Dolina decyzji                                       | Paul Scott                                | The Valley of Decision | [ 35 ]  |
| 1945 | Urzeczona                                            | doktor Anthony Edwardes / John Ballantyne | Spellbound | [ 36 ]  |
| 1946 | Roczniak                                             | Ezra „Penny” Baxter                       | The Yearling | [ 37 ]  |
| 1946 | Pojedynek w słońcu                                   | Lewton „Lewt” McCanles                    | Duel in the Sun | [ 38 ]  |
| 1947 | The Macomber Affair                                  | Robert Wilson                             | tytuł alt.: The Great White Hunter | [ 39 ]  |
| 1947 | Dżentelmeńska umowa                                  | Philip Schuyler Green                     | Gentleman’s Agreement | [ 40 ]  |
| 1947 | Akt oskarżenia                                       | Anthony Keane                             | The Paradine Case | [ 41 ]  |
| 1949 | Droga do Yellow Sky                                  | James „Stretch” Dawson                    | Yellow Sky | [ 42 ]  |
| 1949 | Wielki grzesznik                                     | Feodor „Fedja” Dostojewski                | The Great Sinner | [ 43 ]  |
| 1949 | Z jasnego nieba                                      | generał brygady Frank Savage              | Twelve O’Clock High | [ 44 ]  |
| 1950 | Jim Ringo                                            | Jimmy Ringo                               | The Gunfighter | [ 45 ]  |
| 1951 | Only the Valiant                                     | kapitan Richard Lance                     | tytuł alt.: Fort Invincible | [ 46 ]  |
| 1951 | Dawid i Betszeba                                     | król Dawid                                | David and Bathsheba | [ 47 ]  |
| 1951 | Kapitan Hornblower                                   | kapitan Horatio Hornblower                | Captain Horatio Hornblower, tytuł alt.: Captain Horatio Hornblower R.N.                                                                           | [ 48 ]  |
| 1951 | Pictura: An Adventure in Art                         | Vittore Carpaccio (narracja)              | tytuł alt.: Pictura, film dokumentalny, segment „Legenda o świętej Urszuli”                                                                       | [ 49 ]  |
| 1952 | Śniegi Kilimandżaro                                  | Harry Street                              | The Snows of Kilimanjaro | [ 50 ]  |
| 1952 | Ma w ramionach cały świat                            | kapitan Jonathan Clark                    | The World in His Arms | [ 51 ]  |
| 1953 | Rzymskie wakacje                                     | Joe Bradley                               | Roman Holiday | [ 52 ]  |
| 1953 | Boum sur Paris                                       | on sam                                    | | [ 53 ]  |
| 1953 | Gregory Peck kävi Suomessa                           | on sam                                    | film krótkometrażowy zrealizowany z okazji wizyty Pecka w Finlandii                                                                               | [ 54 ]  |
| 1954 | Milioner bez grosza                                  | Henry Adams                               | The Million Pound Note, tytuły alt.: Man with a Million, Big Money                                                                                | [ 55 ]  |
| 1954 | Ciemne sprawki                                       | pułkownik Steve Van Dyke                  | Night People | [ 56 ]  |
| 1954 | Purpurowa ziemia                                     | dowódca szwadronu Bill Forrester          | The Purple Plain, tytuł alt.: Llanura Roja | [ 57 ]  |
| 1956 | Człowiek w szarym garniturze                         | Tom Rath                                  | The Man in the Gray Flannel Suit | [ 58 ]  |
| 1956 | Moby Dick                                            | kapitan Ahab                              | | [ 59 ]  |
| 1956 | Star Cabaret 1956                                    | on sam                                    | [ 60 ] |         |
| 1957 | Żona modna                                           | Mike Hagen                                | Designing Woman | [ 61 ]  |
| 1958 | The Hidden World                                     | narrator                                  | film dokumentalny | [ 62 ]  |
| 1958 | Bravados                                             | Jim Douglass                              | The Bravados | [ 63 ]  |
| 1958 | Biały Kanion                                         | James McKay                               | The Big Country | [ 64 ]  |
| 1959 | Wzgórze Pork Chop                                    | porucznik Joseph G. Clemons               | Pork Chop Hill | [ 65 ]  |
| 1959 | Premier Khrushchev in the USA                        | on sam                                    | film dokumentalny | [ 66 ]  |
| 1959 | Ukochany niewierny                                   | Francis Scott Fitzgerald                  | Beloved Infidel | [ 67 ]  |
| 1959 | Ostatni brzeg                                        | komandor Dwight Lionel Towers             | On the Beach | [ 68 ]  |
| 1961 | Działa Navarony                                      | kapitan Keith Mallory                     | The Guns of Navarone | [ 69 ]  |
| 1962 | Przylądek strachu                                    | Sam Bowden                                | Cape Fear | [ 70 ]  |
| 1962 | Jak zdobywano Dziki Zachód                           | Cleve Van Valen                           | How the West Was Won, segment „The Plains” | [ 72 ]  |
| 1962 | Zabić drozda                                         | Atticus Finch                             | To Kill a Mockingbird | [ 75 ]  |
| 1963 | Kapitan Newman                                       | kapitan Josiah J. Newman                  | Captain Newman, M.D. | [ 76 ]  |
| 1964 | A oto koń siny                                       | Manuel Artiguez                           | Behold a Pale Horse | [ 77 ]  |
| 1964 | John F. Kennedy: Years of Lightning, Day of Drums    | narrator                                  | film dokumentalny zrealizowany dla United States Information Agency (USIA)                                                                        | [ 80 ]  |
| 1965 | Miraż                                                | David Stillwell                           | Mirage | [ 81 ]  |
| 1966 | Investment in Life                                   | on sam (narrator, producent)              | krótkometrażowy film informacyjny zrealizowany dla American Cancer Society (ACS)                                                                  | [ 83 ]  |
| 1966 | Arabeska                                             | profesor David Pollock                    | Arabesque | [ 84 ]  |
| 1966 | A President’s Country                                | narrator                                  | krótkometrażowy film dokumentalny zrealizowany dla United States Information Agency                                                               | [ 86 ]  |
| 1968 | Był tu Salvaje                                       | Sam Varner                                | The Stalking Moon, wczesny pokaz odbył się 25 grudnia 1968                                                                                        | [ 88 ]  |
| 1969 | Złoto MacKenny                                       | szeryf Sam MacKenna                       | Mackenna’s Gold | [ 89 ]  |
| 1969 | Najniebezpieczniejszy człowiek świata                | doktor John Hathaway                      | The Chairman, tytuł alt.: The Most Dangerous Man in the World                                                                                     | [ 90 ]  |
| 1969 | Uwięzieni w kosmosie                                 | Charles Keith                             | Marooned | [ 91 ]  |
| 1970 | Na krawędzi                                          | szeryf Henry Tawes                        | I Walk the Line | [ 92 ]  |
| 1971 | Odstrzał                                             | Clay Lomax                                | Shoot Out, remake filmu Samotny kowboj z 1933 | [ 94 ]  |
| 1972 | The Trial of the Catonsville Nine                    |                                           | Peck pełnił rolę producenta | [ 96 ]  |
| 1974 | Billy Dwa Kapelusze                                  | Arch Deans                                | Billy Two Hats, tytuł alt.: The Lady and the Outlaw, wczesny pokaz odbył się 19 października 1973                                                 | [ 98 ]  |
| 1974 | Gołąb                                                |                                           | The Dove, Peck pełnił rolę producenta | [ 100 ] |
| 1976 | Omen                                                 | Robert Thorn                              | The Omen | [ 101 ] |
| 1976 | All This and World War II                            | on sam                                    | musicalowy film dokumentalny | [ 102 ] |
| 1977 | Generał MacArthur                                    | generał Douglas MacArthur                 | MacArthur | [ 103 ] |
| 1977 | The Wild West                                        | on sam                                    | kompilacja fragmentów westernów różnych aktorów. Wersję kasetową wydano w 1987                                                                    | [ 104 ] |
| 1978 | Chłopcy z Brazylii                                   | doktor Josef Mengele                      | The Boys from Brazil | [ 105 ] |
| 1979 | Ken Murray’s Shooting Stars: Outtakes and Bloopers   | on sam                                    | | [ 106 ] |
| 1980 | Wilki morskie                                        | pułkownik Lewis Pugh                      | The Sea Wolves | [ 107 ] |
| 1987 | Grace i Chuck                                        | prezydent                                 | Amazing Grace and Chuck, tytuł alt.: Silent Voice                                                                                                 | [ 108 ] |
| 1989 | Stary Gringo                                         | Ambrose Bierce                            | Old Gringo | [ 109 ] |
| 1989 | Super Chief: The Life and Legacy of Earl Warren      | narrator                                  | filmy dokumentalne | [ 110 ] |
| 1990 | Island of Whales                                     | narrator                                  | filmy dokumentalne | [ 111 ] |
| 1991 | Cudze pieniądze                                      | Andrew „Jorgy” Jorgenson                  | Other People’s Money | [ 112 ] |
| 1991 | Przylądek strachu                                    | Lee Heller                                | Cape Fear, remake filmu z 1962 | [ 114 ] |
| 1995 | Historia kina amerykańskiego według Martina Scorsese | on sam (rozmówca)                         | A Personal Journey with Martin Scorsese Through American Movies film dokumentalny zrealizowany na zlecenie Brytyjskiego Instytutu Filmowego (BFI) | [ 116 ] |
| 1995 | Wild Bill: Hollywood Maverick                        | on sam                                    | filmy dokumentalne | [ 117 ] |
| 1998 | Fearful Symmetry                                     | on sam                                    | filmy dokumentalne | [ 118 ] |
| 1999 | The Art of Norton Simon                              | narrator                                  | film dokumentalny, krótkometrażowy | [ 119 ] |
| 1999 | The 100-Year Odyssey of Chekhov and Shdanoff         | narrator                                  | film dokumentalny | [ 120 ] |

## Telewizja

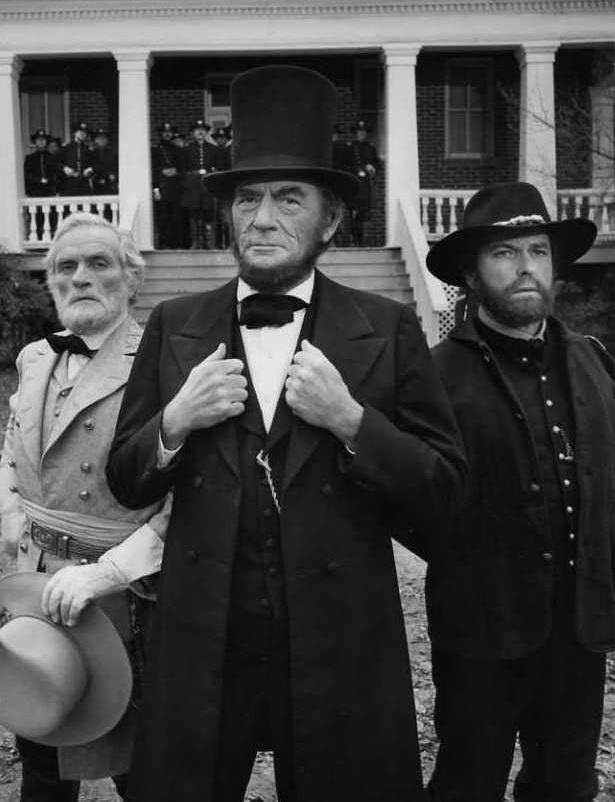
Od lewej: Robert Symonds, Peck (w roli Abrahama Lincolna) i Rip Torn na planie zdjęciowym miniserialu W imię honoru (1982)

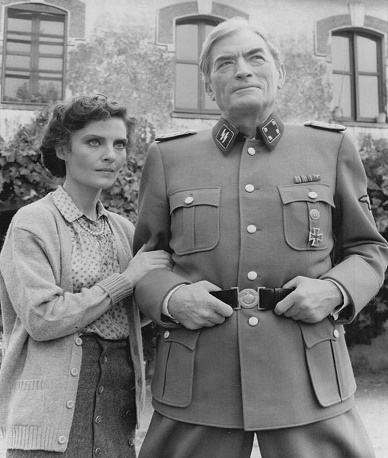
Olga Karlatos i Peck na planie filmu telewizyjnego Purpura i czerń (1983)

Poniższa tabela przedstawia wykaz ról telewizyjnych Pecka oraz jego występy w produkcjach dokumentalnych i różnych wydarzeniach kulturalnych (nie uwzględnia udziału w programach typu talk-show, retrospektyw mu poświęconych, w których nie brał udziału, i wykazu uroczystych gal, na których pełnił role gospodarza, prezentera lub występował w charakterze osoby nominowanej bądź nagradzanej):
| Rok  | Tytuł                                                    | Rola                                  | Informacje                                                                                   | Stacja        | Źr      |
| ---- | -------------------------------------------------------- | ------------------------------------- | -------------------------------------------------------------------------------------------- | ------------- | ------- |
| 1959 | Small World                                              | narrator                              | telewizyjny film dokumentalny, data emisji: 20 maja                                          | b.d.          | [ 122 ] |
| 1963 | The Dick Powell Theater                                  | prowadzący                            | odcinek „Project X” z 8 stycznia                                                             | NBC           | [ 123 ] |
| 1965 |                                                          | on sam                                | reklama społeczna, apel o wsparcie dla ACS i poddanie się badaniom, data emisji: 17 września | ABC           | [ 124 ] |
| 1965 | A Salute to Stan Laurel                                  | on sam                                | specjalny program telewizyjny, data emisji: 23 listopada                                     | CBS           | [ 124 ] |
| 1967 | James Michener’s Home Country                            | narrator                              | telewizyjny film dokumentalny, data emisji: 5 maja                                           | KYW-TV        | [ 124 ] |
| 1967 | Africa                                                   | narrator                              | telewizyjny film dokumentalny, data emisji: 9 września                                       | ABC News      | [ 125 ] |
| 1968 | Democratic National Convention: The New America          | narrator                              | konwencja nominacyjna Partii Demokratycznej na prezydenta, data emisji: 29 sierpnia          | ogólnokrajowa | [ 126 ] |
| 1969 | Hollywood: The Selznick Years                            | on sam                                | telewizyjny film dokumentalny, data emisji: 21 marca                                         | NBC           | [ 127 ] |
| 1969 | Jack Benny’s New Look                                    | on sam                                | specjalny program telewizyjny, data emisji: 3 grudnia                                        | NBC           | [ 129 ] |
| 1973 | Land of the Small                                        | narrator                              | telewizyjny film dokumentalny, data emisji: 5 września                                       | ABC           | [ 130 ] |
| 1973 | Primal Man: The Killer Instinct                          | on sam                                | reklama telewizyjna dla The Travelers Companies, data emisji: 1 grudnia                      | ABC           | [ 130 ] |
| 1976 | The American Film Institute: A Salute to William Wyler   | narrator                              | specjalny program telewizyjny, data emisji: 14 marca                                         | CBS           | [ 131 ] |
| 1976 | Dance in America: Martha Graham Dance Company            | on sam                                | specjalny program telewizyjny, data emisji: 7 kwietnia                                       | PBS           | [ 132 ] |
| 1976 | The Big Event: The First Fifty Years of NBC              | on sam                                | specjalny program telewizyjny, poświęcony rocznicy stacji NBC, data emisji: 21 listopada     | NBC           | [ 133 ] |
| 1978 | A Tribute to ‘Mr. Television’ Milton Berle               | on sam                                | specjalny program telewizyjny, data emisji: 26 marca                                         | NBC           | [ 134 ] |
| 1978 | Hollywood’s Diamond Jubilee                              | on sam                                | specjalny program telewizyjny, data emisji: 11 listopada                                     | CBS           | [ 135 ] |
| 1978 | Rockette: A Holiday Tribute to Radio City Music Hall     | gospodarz                             | specjalny program telewizyjny, data emisji: 14 grudnia                                       | NBC           | [ 137 ] |
| 1979 | George Burns 100th Birthday                              | on sam                                | specjalny program telewizyjny, data emisji: 22 stycznia                                      | CBS           | [ 137 ] |
| 1982 | W imię honoru                                            | prezydent Abraham Lincoln             | The Blue and the Gray; miniserial, 6 odcinków (wystąpił w 3), data emisji: 14–17 listopada   | CBS           | [ 139 ] |
| 1983 | Purpura i czerń                                          | prałat Hugh O’Flaherty                | The Scarlet and the Black, film telewizyjny, data emisji: 2 lutego                           | CBS           | [ 139 ] |
| 1984 |                                                          | on sam, czytający Washingtona Irvinga | specjalny program telewizyjny, data emisji: 7 maja                                           | CNN News      | [ 140 ] |
| 1984 | An American Portrait: Emma Lazarus                       | gospodarz, on sam                     | telewizyjny spot, data emisji: 24 września                                                   | CBS           | [ 140 ] |
| 1985 | An American Portrait: Andy Lipkis                        | gospodarz                             | telewizyjny spot, data emisji: 22 marca                                                      | CBS           | [ 140 ] |
| 1986 | Directed by William Wyler                                | on sam                                | telewizyjny film dokumentalny, data emisji: 1 maja                                           | PBS           | [ 141 ] |
| 1986 | A. Musical Celebration of the Moscow Session             | gospodarz                             | transmisja koncertu z serii The Moscow Sessions, data emisji: b.d.                           | b.d.          | [ 142 ] |
| 1986 | Liberty Weekend: Opening Ceremonies                      | on sam, narrator                      | specjalny program z okazji 100. rocznicy powstania Statuy Wolności, data emisji: 3 lipca     | ABC           | [ 142 ] |
| 1988 | Gregory Peck: His Own Man                                | on sam, narrator                      | telewizyjny film dokumentalny, data emisji: 24 sierpnia                                      | Cinemax       | [ 143 ] |
| 1989 | Resurrection at Masada                                   | gospodarz                             | specjalny program telewizyjny, koncert z okazji 40. rocznicy powstania narodu izraelskiego   | b.d.          | [ 144 ] |
| 1989 | Crossing Borders: The Journey of Carlos Fuentes          | on sam                                | telewizyjny film dokumentalny, data emisji: 7 maja                                           | KQED          | [ 145 ] |
| 1990 | Sammy Davis Jr.’s 60th Anniversary Celebration           | on sam                                | telewizyjny film dokumentalny, data emisji: 4 lutego                                         | ABC           | [ 146 ] |
| 1990 | A People of Many Pasts                                   | narrator                              | telewizyjny projekt edukacyjny, data emisji: b.d.                                            | NYNEX         | [ 147 ] |
| 1990 | Reflections from the Silver Screen: Gregory Peck         | on sam, osoba udzielająca wywiadu     | telewizyjne filmy dokumentalne, data emisji: b.d.                                            | AMC           | [ 148 ] |
| 1990 | Water: Gift of Life                                      | narrator                              | telewizyjne filmy dokumentalne, data emisji: b.d.                                            | b.d.          | [ 149 ] |
| 1990 | Sanford Meisner: The American Theatre’s Best Kept Secret | on sam                                | telewizyjny film dokumentalny, data emisji: 27 sierpnia                                      | PBS           | [ 150 ] |
| 1990 | Sinatra 75: The Best Is Yet to Come                      | on sam                                | telewizyjny film dokumentalny, data emisji: 16 grudnia                                       | b.d.          | [ 151 ] |
| 1991 | Frederic Sackrider Remington: The Truth of Other Days    | narrator                              | telewizyjny film dokumentalny, data emisji: 5 sierpnia                                       | PBS           | [ 152 ] |
| 1992 | Crazy About the Movies: Ava Gardner                      | on sam                                | telewizyjny film dokumentalny, data emisji: 8 marca                                          | Cinemax       | [ 153 ] |
| 1992 | Nova: Rafting Through the Grand Canyon                   | John Wesley Powell (głos)             | telewizyjny film dokumentalny, data emisji: 27 października                                  | PBS           | [ 154 ] |
| 1992 | Concert for Peace from Oslo                              | współgospodarz                        | transmisja koncertu, data emisji: 27 grudnia                                                 | Channel 24    | [ 155 ] |
| 1993 | Portret                                                  | Gardner Church                        | The Portrait, film telewizyjny, data emisji: 13 lutego                                       | TNT           | [ 155 ] |
| 1993 | Audrey Hepburn we wspomnieniach                          | on sam                                | telewizyjny film dokumentalny, data emisji: 11 sierpnia                                      | PBS           | [ 156 ] |
| 1993 | Legend to Legend                                         | on sam                                | specjalny program telewizyjny, data emisji: 28 grudnia                                       | NBC           | [ 157 ] |
| 1994 | Biography: Ava Gardner                                   | on sam                                | telewizyjny film dokumentalny, data emisji: b.d.                                             | b.d.          | [ 158 ] |
| 1994 | The Hunt for Adolf Eichmann                              | narrator                              | telewizyjny film dokumentalny, data emisji: 8 kwietnia                                       | b.d.          | [ 159 ] |
| 1994 | Baseball                                                 | Kid Gleason / Connie Mack (głos)      | telewizyjny film dokumentalny, data emisji: 28 września                                      | PBS           | [ 160 ] |
| 1995 | Charlton Heston: For All Seasons                         | on sam                                | telewizyjny film dokumentalny, data emisji: 20 marca                                         | b.d.          | [ 161 ] |
| 1995 | Roger Moore: A Matter of Class                           | on sam                                | telewizyjne filmy dokumentalne, data emisji: b.d.                                            | b.d.          | [ 162 ] |
| 1995 | Sinatra: 80 Years My Way                                 | on sam                                | telewizyjne filmy dokumentalne, data emisji: b.d.                                            | b.d.          | [ 163 ] |
| 1996 | Jack Lemmon: America’s Everman                           | on sam                                | telewizyjne filmy dokumentalne, data emisji: b.d.                                            | b.d.          | [ 164 ] |
| 1998 | Moby Dick                                                | ojciec Mapple                         | miniserial, 2 odcinki, data emisji: 15–16 marca                                              | USA Network   | [ 165 ] |
| 1999 | American Prophet: The Story of Joseph Smith              | narrator                              | telewizyjny film dokumentalny, data emisji: 26 listopada                                     | PBS           | [ 166 ] |
| 1999 | Rozmowy z Gregorym Peckiem                               | on sam                                | A Conversation with Gregory Peck, telewizyjny film dokumentalny, data emisji: październik    | TCM           | [ 167 ] |

## Radio

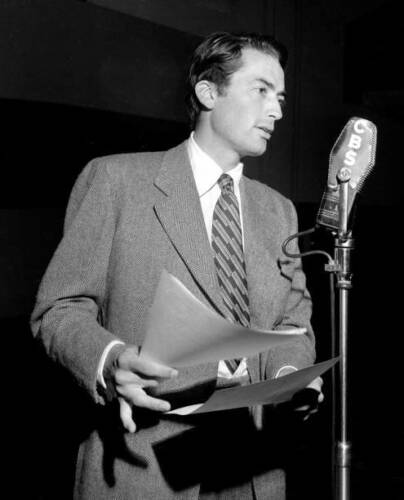
Peck w trakcie występu w The Screen Guild Theater (lata 40.)

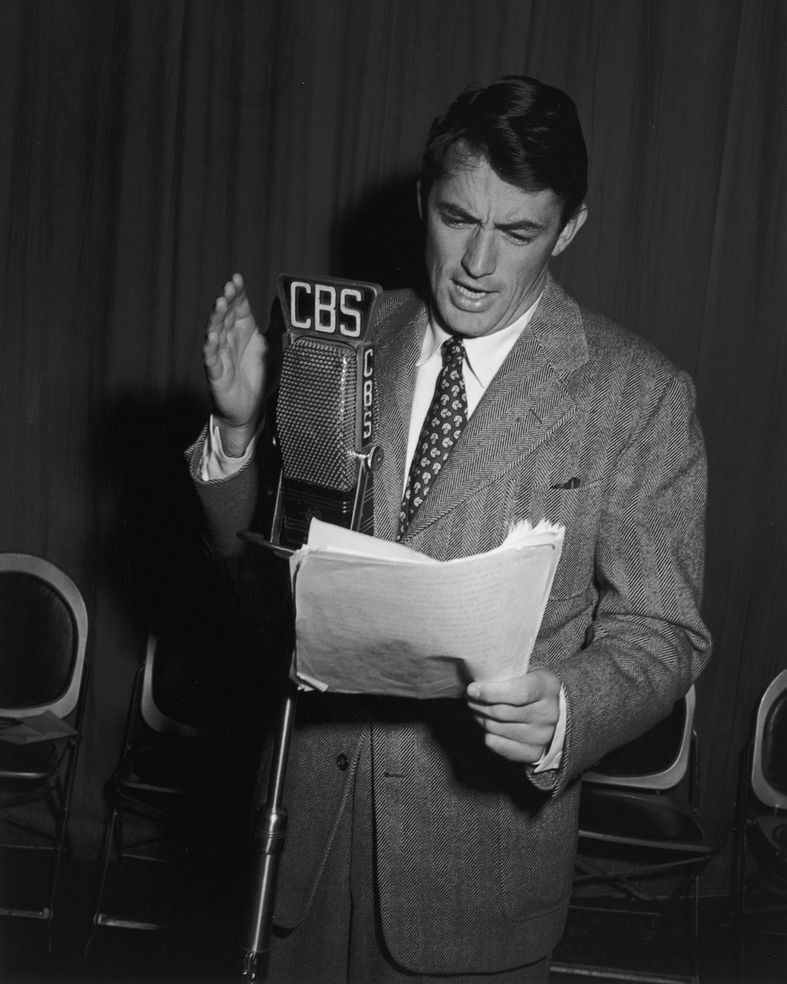
Peck podczas występu w CBS Radio (lata 40.)

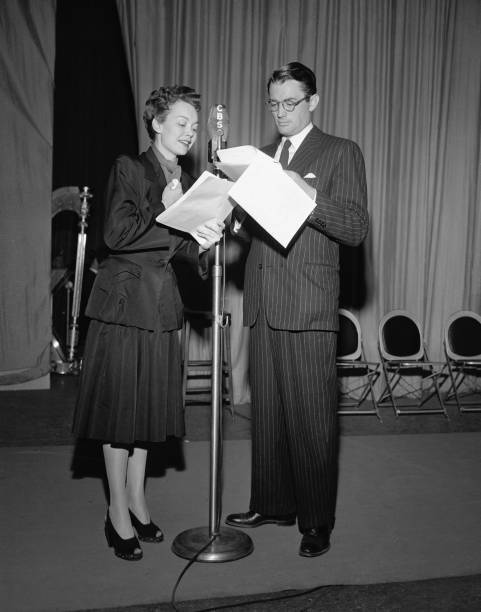
Wyman i Peck w trakcie radiowej adaptacji filmu Roczniak (lata 40.)

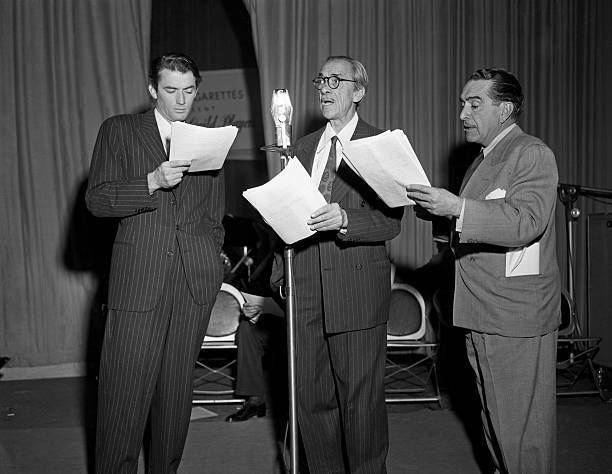
Peck, Pedro de Cordoba i J. Carrol Naish w trakcie radiowej adaptacji filmu Uciekinier (1948)

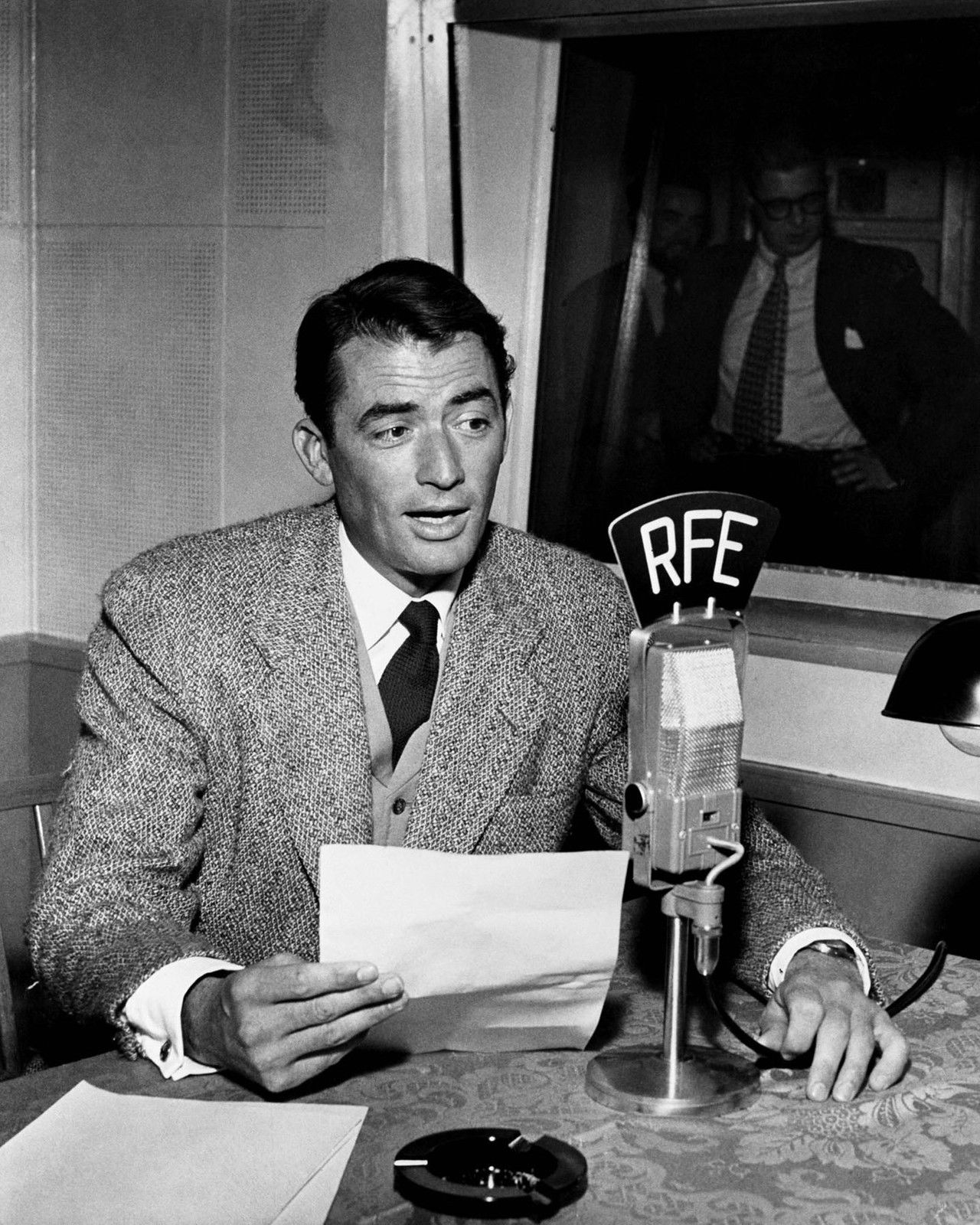
Peck podczas występu w rozgłośni Radio Wolna Europa (RFE/RL; 1953)

Poniższa tabela nie uwzględnia uroczystych gal (transmitowanych jedynie drogą radiową), podczas których Peck otrzymywał nagrody lub był do nich nominowany:
| Rok  | Program                                                 | Odcinek                            | Rola                                             | Data emisji     | Źr       |
| ---- | ------------------------------------------------------- | ---------------------------------- | ------------------------------------------------ | --------------- | -------- |
| 1943 | That They Might Live                                    |                                    | Dick                                             | 24 stycznia     | [ 169 ]  |
| 1944 | The Screen Guild Theater                                | Anna Karenina                      | Aleksiej Kriłłowicz Wroński                      | 30 października | [ 171 ]  |
| 1945 | Maggie’s Private Wire                                   |                                    | występ gościnny                                  | 3 stycznia      | [ 172 ]  |
| 1945 | This Is My Best                                         | Jupiter Laughs                     | b.d.                                             | 30 stycznia     | [ 172 ]  |
| 1945 | The Screen Guild Theater                                | Romance                            | Thomas Armstrong                                 | 9 lipca         | [ 172 ]  |
| 1945 | Biography in Sound                                      | A Tribute to Ethel Barrymore       | występ gościnny                                  | 15 sierpnia     | [ 173 ]  |
| 1945 | The Doctor Fights                                       | Medicine for the Enemy             | doktor Harry Joseph                              | 28 sierpnia     | [ 174 ]  |
| 1946 | Theater of Romance                                      | Intermezzo                         | profesor Holger Brandt                           | 1 stycznia      | [ 175 ]  |
| 1946 | Lux Radio Theatre                                       | Dolina decyzji                     | Paul Scott                                       | 14 stycznia     | [ 176 ]  |
| 1946 | Lux Radio Theatre                                       | Now, Voyager                       | Jerry Durance                                    | 11 lutego       | [ 177 ]  |
| 1946 | Cavalcade of America                                    | Young Major Washington             | George Washington                                | 18 lutego       | [ 178 ]  |
| 1946 | Suspense                                                | The Lonely Road                    | Steve Gare                                       | 21 marca        | [ 179 ]  |
| 1946 | Theater of Romance                                      | Intermezzo                         | profesor Holger Brandt                           | 26 marca        | [ 180 ]  |
| 1946 | Parade of Stars                                         | Young Major Washington             | George Washington                                | 2 kwietnia      | [ 180 ]  |
| 1946 | The Screen Guild Theater                                | Kowboj i dama                      | Stretch Willoughby                               | 29 kwietnia     | [ 181 ]  |
| 1946 | Academy Award                                           | Klucze królestwa                   | ksiądz Francis Chisholm                          | 21 sierpnia     | [ 182 ]  |
| 1946 | The Screen Guild Theater                                | Arrowsmith                         | doktor Martin Arrowsmith                         | 16 września     | [ 182 ]  |
| 1946 | The Cresta Blanca Hollywood Players                     | All Through the House              | Gregory                                          | 25 grudnia      | [ 183 ]  |
| 1946 | All-Star Christmas Program: Gifts to the Yanks Who Gave |                                    | występ gościnny                                  | 25 grudnia      | [ 183 ]  |
| 1947 | The Screen Guild Theater                                | Roczniak                           | Ezra „Penny” Baxter                              | 6 stycznia      | [ 184 ]  |
| 1947 | March of Dimes                                          | Człowiek bez ojczyzny              | występ gościnny                                  | 22 stycznia     | [ 185 ]  |
| 1947 | Favorite Story                                          | „Mayerling”                        | on sam (osoba wybierająca historię do adaptacji) | 22 kwietnia     | [ 186 ]  |
| 1947 | Cavalcade of America                                    | School for Men                     | Jim Davenport                                    | 5 maja          | [ 187 ]  |
| 1947 | The New Sealtest Village Store                          | skecz „Western”                    | „Pistol-Packin’ Peck”                            | 5 maja          | [ 187 ]  |
| 1947 | Hollywood Fights Back!                                  |                                    | on sam                                           | 2 listopada     | [ 188 ]  |
| 1948 | The Screen Guild Theater                                | Uciekinier                         | ksiądz / uciekinier                              | 5 stycznia      | [ 189 ]  |
| 1948 | Lux Radio Theatre                                       | Roczniak                           | Ezra „Penny” Baxter                              | 19 stycznia     | [ 190 ]  |
| 1948 | The New Sealtest Village Store                          |                                    | występy gościnne                                 | 5 lutego        | [ 191 ]  |
| 1948 | The Eddie Cantor Show                                   | 25 marca                           | występy gościnne                                 |                 | [ 191 ]  |
| 1948 | Hollywood Star Preview                                  | Passport to Marriage               | występy gościnne                                 | 4 kwietnia      | [ 191 ]  |
| 1948 | Duffy’s Tavern                                          |                                    | on sam                                           | 5 maja          | [ 192 ]  |
| 1948 | The Screen Guild Theater                                | The Valiant                        | b.d.                                             | 17 maja         | [ 193 ]  |
| 1948 | The Sealtest Dorothy Lamour Show                        |                                    | występ gościnny                                  | 9 września      | [ 193 ]  |
| 1948 | Suspense                                                | Hitch-hike Poker                   | Ridge Fowler                                     | 16 września     | [ 194 ]  |
| 1948 | Lux Radio Theatre                                       | Dżentelmeńska umowa                | Philip Schuyler Green                            | 20 września     | [ 195 ]  |
| 1948 | The Waking Giant                                        |                                    | występy gościnne                                 | 4 października  | [ 195 ]  |
| 1948 | The Bob Hope Show                                       | 21 grudnia                         | występy gościnne                                 |                 | [ 195 ]  |
| 1949 | Maxwell House Coffee Time                               | 6 stycznia                         | występy gościnne                                 |                 | [ 195 ]  |
| 1949 | America’s Fight Against 1948’s Epidemic                 | 14 stycznia                        | występy gościnne                                 | [ 196 ]         |          |
| 1949 | Hallmark Playhouse                                      | Abe Lincoln: The Prairie Years     | Abraham Lincoln                                  | [ 196 ]         | 3 lutego |
| 1949 | Truth or Consequences                                   |                                    | występy gościnne                                 | 26 lutego       | [ 197 ]  |
| 1949 | The Prudential Family Hour of Stars                     | Impact                             | występy gościnne                                 | 6 marca         | [ 198 ]  |
| 1949 | Suspense                                                | Murder Through the Looking Glass   | Jeffrey Bruno                                    | 17 marca        | [ 198 ]  |
| 1949 | One Great Hour                                          | World Retreat                      | on sam                                           | 26 marca        | [ 199 ]  |
| 1949 | Hollywood Star Theatre                                  |                                    | występ gościnny (gość honorowy)                  | 26 marca        | [ 200 ]  |
| 1949 | Screen Directors Playhouse                              | Droga do Yellow Sky                | James „Stretch” Dawson                           | 15 lipca        | [ 200 ]  |
| 1949 | Suspense                                                | Nightmare                          | Cain                                             | 1 września      | [ 200 ]  |
| 1949 | The Hotpoint Holiday Hour                               | Człowiek, który przyszedł na obiad | Burt Jefferson                                   | 25 grudnia      | [ 201 ]  |
| 1950 | Charlie McCarthy Show                                   |                                    | występ gościnny                                  | 1 stycznia      | [ 202 ]  |
| 1950 | Hollywood Bowl Concerts                                 | Salute to George Gershwin          | on sam (odczytujący hołd)                        | 29 sierpnia     | [ 202 ]  |
| 1950 | The Screen Guild Theater                                | Z jasnego nieba                    | generał brygady Frank Savage                     | 7 września      | [ 203 ]  |
| 1951 | Hedda Hopper Show                                       |                                    | występ gościnny                                  | 14 stycznia     | [ 204 ]  |
| 1951 | The Screen Guild Theater                                | Z jasnego nieba (reemisja)         | generał brygady Frank Savage                     | 12 kwietnia     | [ 204 ]  |
| 1951 | Hedda Hopper Show                                       |                                    | występ gościnny                                  | 22 kwietnia     | [ 204 ]  |
| 1951 | Lux Radio Theatre                                       | Tytoń                              | Brant Royle                                      | 28 maja         | [ 205 ]  |
| 1951 | Screen Directors Playhouse                              | Jim Ringo                          | Jimmy Ringo                                      | 7 czerwca       | [ 206 ]  |
| 1951 | Suspense                                                | The Truth About Jerry Baxter       | pan MacIntyre                                    | 14 czerwca      | [ 206 ]  |
| 1951 | The Louella Parsons Show                                |                                    | występ gościnny                                  | 17 września     | [ 207 ]  |
| 1952 | Cavalcade of America                                    | A Prisoner Named Brown             | Thomas Mott Osborne                              | 8 stycznia      | [ 207 ]  |
| 1952 | Lux Radio Theatre                                       | Kapitan Hornblower                 | kapitan Horatio Hornblower                       | 21 stycznia     | [ 207 ]  |
| 1952 | The Screen Guild Theater                                | Roczniak                           | Ezra „Penny” Baxter                              | 7 lutego        | [ 208 ]  |
| 1954 | Sunday with Garroway                                    |                                    | występ gościnny                                  | 15 sierpnia     | [ 208 ]  |
| 1956 | The Saint Matthew Passion                               | on sam (narrator pasji)            | 30 marca                                         |                 | [ 208 ]  |
| 1956 | Christmas with Gregory Peck and the McGees              | występ gościnny                    | 24 grudnia                                       |                 | [ 208 ]  |

## Scena

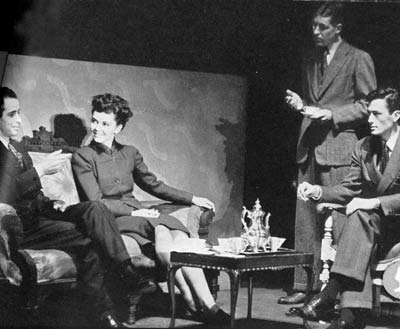
Peck (siedzi pierwszy z prawej) w spektaklu Rain from Heaven (1938)

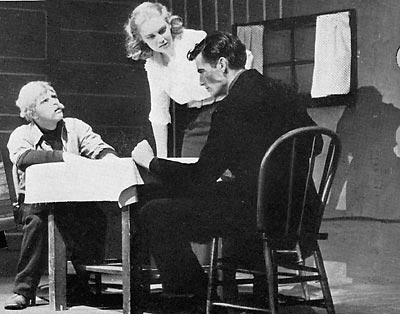
Peck jako marynarz Matt Burke w spektaklu Anna Christie (1939)

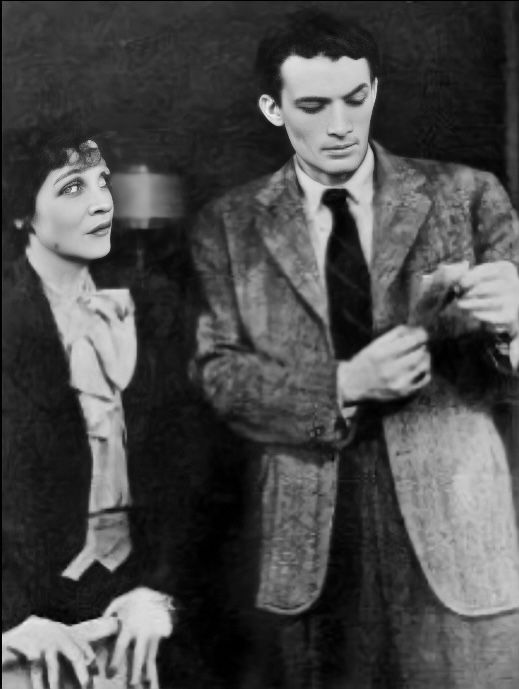
Jane Cowl i Peck w spektaklu Punch and Julia (1942)

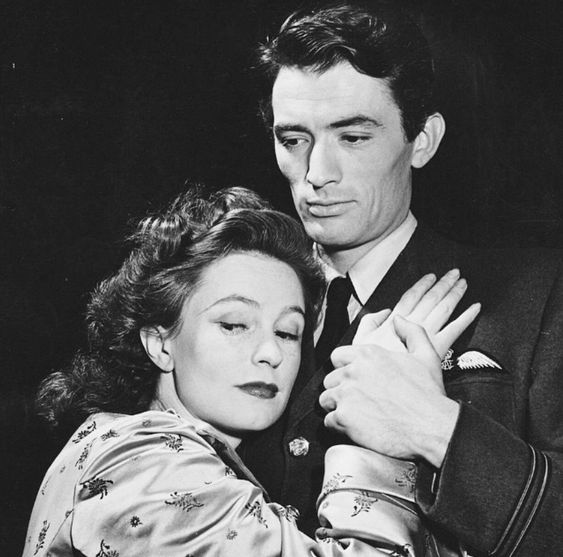
Geraldine Fitzgerald i Peck w sztuce Sons and Soliers (1943)

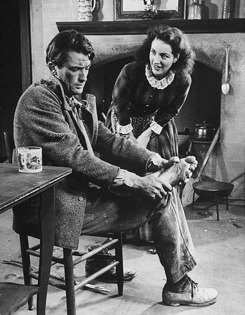
Peck i Beatrice Straight w sztuce Prowincjonalny playboy (1946)

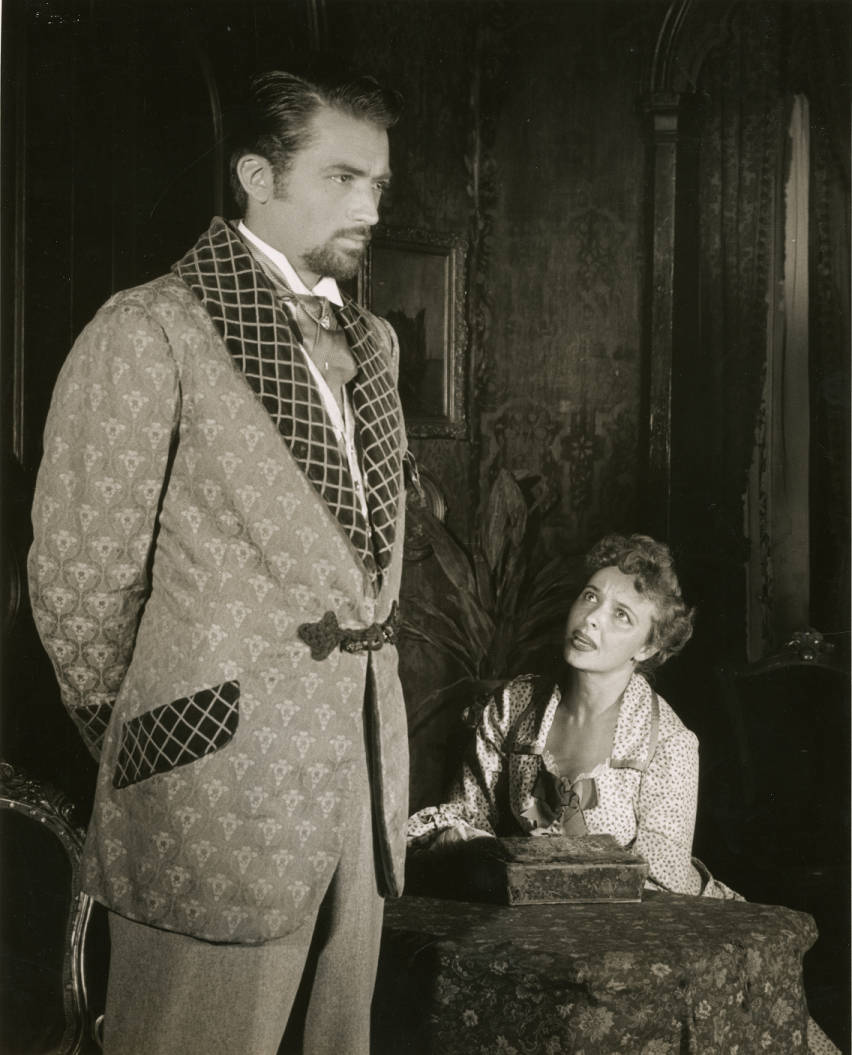
Peck i Laraine Day w sztuce Angel Street (1947)

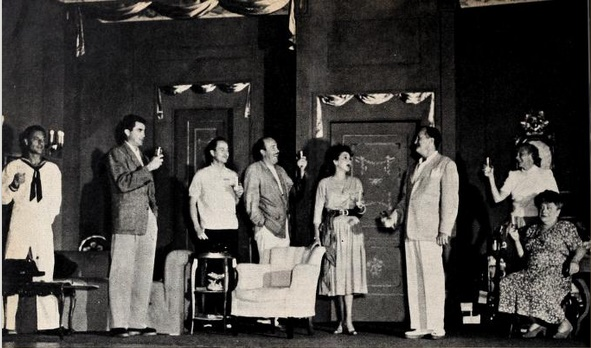
Peck (drugi od lewej) w spektaklu Light Up the Sky (1949)

Będąc studentem Uniwersytetu Kalifornijskiego w Berkeley (Cal), jesienią 1938 – ze względu na swe dobre warunki fizyczne (wysoki wzrost) – otrzymał od Jamesa Fitzgeralda propozycję przesłuchania do roli pierwszego oficera Starbucka w przygotowywanym na podstawie powieści Hermana Melville’a z 1851 spektaklu Moby Dick. „Nie wiem dlaczego się zgodziłem. „Myślę, że byłem nieustraszony i wydawało mi się, że to może być zabawne” – mówił o przyjęciu oferty. Na scenie kampusu uniwersyteckiego – zarządzanej przez grupę Little Theater – debiutował 29 września jako przywódca starego ludu w komedii starogreckiej Lizystrata Arystofanesa, reżyserowanej przez Jacka Thompsona. Asystentka reżysera oceniała, iż był on „trochę niezręczny na scenie”. Dodatkowo, jak twierdziła, „kiedy mówił miał bardzo syczące s”, co – jej zdaniem – wynikało z tego, że zbyt mocno „uderzał” w spółgłoskę, wydając syczący dźwięk. 28 i 29 października występował w roli antysemity Randa Elderidge’a w trzyaktowej sztuce Rain from Heaven S.N. Behrmana, prezentowanej w sali wykładowej Wheeler Auditorium, którą reżyserował Everett Glass. Członkowie obsady uważali, że kreacja Elderidge’a przerastała jego ówczesne możliwości. Gerard Molyneaux pisał: „Paradoks polega na tym, że Peck, liberał, gra bohatera podobnego do [Charlesa] Lindbergha, który staje się naiwniakiem nazistów”. 17 listopada premierę miał wspomniany Moby Dick.
Na początku 1939 dostał niewielką rolę przedsiębiorcy pogrzebowego w reżyserowanej przez Fitzgeralda sztuce Invitation to Murder Rufusa Kinga, którą wystawiano 27 i 28 stycznia. Jego pierwszą główną kreacją sceniczną był marynarz Matt Burke, którego sportretował w dramacie autorstwa Eugene’a O’Neilla z 1921, Anna Christie. Wystawiany 17 i 18 marca spektakl wyreżyserował Edwin Duerr, a recenzje co do występu Pecka były mieszane; jak utrzymywał, był w tej sztuce „kiepski”.
W 1940, pod koniec pierwszego roku nauki w Neighborhood Playhouse School of the Theatre, wygłosił fragment sztuki Saturday’s Children pióra Maxwella Andersona z 1927, po czym został wybrany stypendystą letniej praktyki w Barter Theatre w Abingdon w stanie Wirginia, który oferował początkującym aktorom darmowe wyżywienie, procent od zysku (bez wynagrodzenia), a także zakwaterowanie, w zamian za ich występy. Letni sezon zainaugurował występem w komedii Button, Button, choć z początku nie był uwzględniony w obsadzie; jak wszyscy inni członkowie zespołu aktorskiego w Barter Theatre, miał też obowiązki pozakulisowe – m.in. przewoził ciężarówką rekwizyty i sprzęt oświetleniowy oraz rozładowywał dekoracje i ustawiał światła. Łącznie w czasie praktyk w 1940 zagrał w czternastu sztukach, w tym m.in. w On Earth As It Is, Family Portrait – w której historię Jezusa i Marii osadzono w amerykańskiej, wiejskiej scenerii, a według Gary’ego Fishgalla jako Judasz Iskariota stworzył „jedną ze swych najlepszych ról” – i w tragedii Edward II Christophera Marlowe’a, kreując tytułową rolę. Na prośbę początkującego aktora dramaturg Arnold Sundgaard (współpracujący z nim w Barter Theatre) dokonał analizy jego gry; za atuty młodego Pecka uważał „piękną barwę wokalną”, mimo że krytykował „pewną monotonię w melodii” jego głosu, i „wspaniałe warunki fizyczne”. Z kolei jako słabe strony wymieniał „sztywny” język ciała.
Wróciwszy na ostatni rok nauki w Neighborhood Playhouse School of the Theatre, znacznie rozwinął swe umiejętności, przez co jego osoba zaczęła wzbudzać zainteresowanie wśród nowojorskiej społeczności teatralnej; odrzucił oferowaną rolę w Retreat to Pleasure Irwina Shawa, nie chcąc rezygnować z nauki (jej przyjęcie skutkowałoby usunięciem ze szkoły aktorskiej). W 1941, na zakończenie edukacji, wystąpił w tzw. spektaklu demonstracyjnym, przygotowującym absolwentów do profesjonalnej pracy w branży, na który władze uczelni zapraszały czołowych agentów, producentów oraz kierowników teatralnych. Jego rola wytwornego oszusta w komediodramacie The Chief Thing Nicolasa Evreinoffa wzbudziła zainteresowanie Guthriego McClintica. Powierzył mu on drobną rolę w komedii Lekarz na rozdrożu George’a Bernarda Shawa z 1906, zapoczątkowując profesjonalną karierę Pecka.
Po ukończeniu nauki, latem dołączył do trupy Sanforda Meisnera – The County Playhouse. Zagrawszy dwie niewielkie role w wystawianych nie dłużej jak tydzień sztukach The Male Animal, u boku José Ferrera i Uty Hagen, oraz Captain Jinks of the Horse Marines z Dianą Barrymore, jesienią występował jako pan Denby, kurator galerii sztuki, w Lekarzu na rozdrożu, reżyserowanym przez McClintica. Trasę przerwał grudniowy atak na Pearl Harbor z 7 grudnia 1941 (spowodował on nagły spadek sprzedaży biletów, wskutek czego sztukę zdjęto z afisza). Porażką była produkowana i reżyserowana przez McClintica komedia Punch and Julia, w której otrzymał największą rolę w dotychczasowej karierze zawodowej. Małe zainteresowanie doprowadziło sztukę do zejścia z afisza po dwóch tygodniach. Chociaż opisywano go w recenzjach jako „zagubionego”, to przewidywano, że jest on „rekrutem do Hollywood”. 
Latem 1942 dołączył do teatru The Cape Playhouse w Dennis w stanie Massachusetts, grając podczas letniego sezonu w czterech sztukach: The Circle pióra Williama Somerseta Maughama (pełnił dodatkowo funkcję asystenta kierownika sceny), The Rebound Donalda Ogdena Stewarta, partnerując Ruth Chatterton, nagrodzonej Pulitzerem w dziedzinie dramatu komedii autorstwa You Can’t Take It with You George’a S. Kaufmana i Mossa Harta (rolą rosyjskiego instruktora baletu Borisa Kolenkhova, stanowiącą odmianę od typowych i często niewdzięcznych ról młodzieńców, wywoływał śmiech publiczności, co – jak pisał Fishgall – miało go przekonać, że „jego przyszłość leży w komedii”), i w musicalowej wersji komedioopery Richarda Brinsleya Sheridana, The Duenna. Na jej potrzeby tańczył i śpiewał.
14 września debiutował na Broadwayu w spektaklu The Morning Star Emlyna Williamsa, który reżyserował McClintic. W swej pierwszej głównej roli partnerowały mu Gladys Cooper, Jill Esmond i Wendy Barrie. W przeciwieństwie do dramatu Peck zebrał pochlebne opinie; m.in. Brooks Atkinson z „The New York Timesa” pisał, że „gra ze sporymi umiejętnościami… unikając w swojej grze romantycznej atmosfery pisarstwa”. Podobne oceny otrzymał za występy w drugiej z broadwayowskich sztuk – The Willow and I pióra Johna Patricka, reżyserowanej przez Donalda Blackwella. W wystawianym od 10 grudnia do 2 stycznia 1943 spektaklu w głównej, podwójnej roli partnerowały mu Barbara O’Neil i Martha Scott. Następnie współpracował z Maxem Reinhardtem przy przeciętnie ocenianej sztuce Sons and Soliers Irwina Shawa. Molyneaux napisał, że choć „ponownie zebrał entuzjastyczne recenzje” to „nadal grał w słabo napisanym dramacie”. Do The Cape Playhouse wrócił w 1946, występując w klasycznej komedii irlandzkiej Prowincjonalny playboy Johna Millingtona Synge’a z 1907. Sztuka w reżyserii Richarda Aldricha zebrała przeciętne recenzje, podobnie jak Peck, którego krytycy uznali za „bardziej powściągliwego niż obdarzonego wyobraźnią”.
W 1947 był współzałożycielem La Jolla Playhouse, regionalnego teatru z siedzibą w dzielnicy San Diego, La Jolla. Zajmując się przez kilka lat głównie sprawami organizacyjnymi, okazjonalnie występował: na zakończenie sezonu 1947 z Laraine Day w sztuce Angel Street Patricka Hamiltona, w 1948 w The Male Animal z Marthą Scott (krytycy opisywali jego występ jako „sensacyjny”, a według Michaela Munna, „komedia była ukrytą mocną stroną Pecka”), i w 1949 w Light Up the Sky Mossa Harta z Jean Parker i Benjay Venuto. Jedną z wyprodukowanych przeń sztuk była Born Yesterday Garsona Kanina z Robertem Ryanem.
W sezonie 1949 brał udział w charytatywnym przedsięwzięciu: przyjął niewielką rolę w utworzonej przez Johna Forda grupie hollywoodzkich aktorów (m.in. Harry Carey Jr., Henry O’Neill, John Wayne), z którą występował w sztuce What Price Glory? (reż. Ralph Murphy) pióra Maxwella Andersona i Laurence’a Stallingsa (trasa miała wspomóc Purple Heart Recreation Center w San Fernando Valley, lecz menedżer występów ukradł cały dochód). Na początku lat 90. nagrał kwestie głosowe do przebojowego musicalu The Will Rogers Follies w reżyserii Petera Stone’a. Mimo że nie występował (jego głos odtwarzano z taśmy), był to symboliczny powrót Pecka na Broadway po 48 latach.
| Rok (sezon) | Tytuł                              | Rola                              | Uczelnia / Teatr                                          | Źr              |
| ----------- | ---------------------------------- | --------------------------------- | --------------------------------------------------------- | --------------- |
| 1938        | Lizystrata                         | przywódca starych ludzi           | b.d. (kampus Uniwersytetu Kalifornijskiego)               | [ 215 ]         |
| 1938        | Rain from Heaven                   | Rand Elderidge                    | Wheeler Auditorium (kampus Uniwersytetu Kalifornijskiego) | [ 248 ]         |
| 1938        | Moby Dick                          | pierwszy oficer Starbuck          | Wheeler Auditorium (kampus Uniwersytetu Kalifornijskiego) | [ 210 ] [ 214 ] |
| 1939        | Invitation to Murder               | przedsiębiorca pogrzebowy         | Mousetrap Theatre                                         | [ 217 ]         |
| 1939        | Anna Christie                      | Matt Burke                        | Wheeler Auditorium (kampus Uniwersytetu Kalifornijskiego) | [ 249 ]         |
| 1940        | Button, Button                     | stary człowiek                    | Stonewall Jackson College                                 | [ 224 ] [ 230 ] |
| 1940        | On Earth As It Is                  | członek działającej firmy         | Stonewall Jackson College                                 | [ 224 ] [ 230 ] |
| 1940        | Family Portrait                    | Judasz Iskariota                  | Stonewall Jackson College                                 | [ 224 ] [ 230 ] |
| 1940        | Davy Crockett                      | b.d.                              | Stonewall Jackson College                                 | [ 224 ] [ 230 ] |
| 1940        | Edward II                          | Edward II                         | Stonewall Jackson College                                 | [ 224 ] [ 230 ] |
| 1940        | The Lees of Virginia               | John Brown / Stonewall Jackson    | Stonewall Jackson College                                 | [ 224 ] [ 230 ] |
| 1940        | Ah, Wilderness!                    | b.d.                              | Stonewall Jackson College                                 | [ 224 ] [ 230 ] |
| 1940        | Roller Shades                      | b.d.                              | Stonewall Jackson College                                 | [ 224 ] [ 230 ] |
| 1940        | The Last Straw                     | b.d.                              | Stonewall Jackson College                                 | [ 224 ] [ 230 ] |
| 1940        | Accent on Youth                    | b.d.                              | Stonewall Jackson College                                 | [ 224 ] [ 230 ] |
| 1940        | Peg O’ My Heart                    | b.d.                              | Stonewall Jackson College                                 | [ 224 ] [ 230 ] |
| 1940        | Excursion                          | b.d.                              | Stonewall Jackson College                                 | [ 224 ] [ 230 ] |
| 1940        | Once Upon a Time                   | b.d.                              | Stonewall Jackson College                                 | [ 224 ] [ 230 ] |
| 1940        | Margin for Error                   | b.d.                              | Stonewall Jackson College                                 | [ 224 ] [ 230 ] |
| 1941        | The Affairs of Anatol              | b.d.                              | Neighborhood Playhouse School of the Theatre              | [ 232 ]         |
| 1941        | The Chief Thing                    | oszust                            | Heckscher Theater                                         | [ 251 ]         |
| Rok (sezon) | Tytuł                              | Rola                              | Teatr                                                     |                 |
| 1941        | The Male Animal                    | „Nutsey” Miller                   | The County Theatre                                        | [ 252 ]         |
| 1941        | Captain Jinks of the Horse Marines | kawalerzysta                      | The Ridgeway Theatre                                      | [ 253 ]         |
| 1941        | Lekarz na rozdrożu                 | pan Denby, kurator galerii sztuki | Forrest Theatre                                           | [ 254 ]         |
| 1942        | Punch and Julia                    | Leo Christy                       | Ford’s Theatre                                            | [ 255 ]         |
| 1942        | The Circle                         | Teddie Luton                      | The Cape Playhouse                                        | [ 256 ]         |
| 1942        | The Rebound                        | Johnnie Coles                     | The Cape Playhouse                                        | [ 257 ]         |
| 1942        | You Can’t Take It with You         | instruktor Boris Kolenkhov        | The Cape Playhouse                                        | [ 258 ]         |
| 1942        | The Duenna                         | Don Ferdinand                     | The Cape Playhouse                                        | [ 259 ]         |
| 1942        | The Morning Star                   | Cliff Parrilow                    | Morosco Theatre                                           | [ 260 ]         |
| 1942–1943   | The Willow and I                   | Robin i Kirkland Todd             | The Windsor Theatre                                       | [ 261 ]         |
| 1943        | Sons and Soliers                   | Andrew Tadlock                    | Morosco Theatre                                           | [ 262 ]         |
| 1946        | Prowincjonalny playboy             | Christopher Mahon                 | The Cape Playhouse                                        | [ 263 ]         |
| 1947        | Angel Street                       | pan Manningham                    | La Jolla Playhouse                                        | [ 264 ]         |
| 1948        | The Male Animal                    | Tommy Turner                      | La Jolla Playhouse                                        | [ 265 ]         |
| 1949        | Light Up the Sky                   | Peter Sloan                       | La Jolla Playhouse                                        | [ 266 ]         |
| 1949        | What Price Glory?                  | b.d.                              | Plymouth Theatre                                          | [ 267 ]         |
| 1991–1993   | The Will Rogers Follies            | Florenz Ziegfeld (głos)           | Palace Theatre                                            | [ 268 ]         |